# Transformacja falkowa
Transformacja falkowa – przekształcenie podobne do transformacji Fouriera. Oba przekształcenia opierają się na wykorzystaniu operacji iloczynu skalarnego badanego sygnału s(t) i pozostałej części, zwanej "jądrem przekształcenia”. Główna różnica między tymi przekształceniami to właśnie owo jądro.

## Wstęp
Transformacja Fouriera jako jądro wykorzystuje funkcje sinusoidalne, czyli każda funkcja reprezentuje stale jedną wybraną częstotliwość. W przypadku transformacji falkowej jądrem jest funkcja (zwana falką) spełniająca wymagania analizy czasowo-częstotliwościowej. Widmowa analiza falek pokazuje, że zawierają one częstotliwości należące do pewnego pasma (ściśle w przypadku falek Mayera lub tylko praktycznie jak w przypadku falek Daubechies). Istnieje nieskończenie wiele falek, zatem jest nieskończenie wiele transformacji falkowych w odróżnieniu od jednoznacznie zdefiniowanego jądra transformacji Fouriera. Jądro transformacji falkowej na ogół jest oznaczane literą Ψ. Jądro to jest zarówno funkcją czasu t jak i parametru skali a oraz parametru przesunięcia b. Parametr a przesuwa widmo falki w dziedzinie częstotliwości a parametr b przesuwa falkę w dziedzinie czasu. Dzięki temu możliwa jest analiza czaso-zmiennego rozkładu częstotliwości.
Klasyczna transformacja Fouriera zapewnia idealną lokalizację w dziedzinie częstotliwości, ale brakuje lokalizacji w dziedzinie czasu. Wynika to z własności funkcji sinus i kosinus. Ich nośniki w dziedzinie częstotliwości są punktami, a w dziedzinie czasu są nieograniczone. Ponieważ nośniki falek jak i ich widm nie są punktowe, analiza przy pomocy transformacji falkowej nie posiada idealnej rozdzielczości, ani w dziedzinie czasu, ani w dziedzinie częstotliwości. Dzieje się tak dlatego, że jądro przekształcenia (czyli funkcja Ψ) nie reprezentuje nieskończenie wąskiego przedziału. Nośnik falki może być zwarty w dziedzinie czasu (np. dla falek Daubechies), albo jeśli tej własności nie posiada, to wartości falki są znikomo małe poza pewnym skończonym przedziałem czasu. W pierwszym przypadku, zgodnie z zasadą nieoznaczoności Heisenberga, widmo co prawda ma nośnik nieograniczony, ale wartości widma poza pewnym przedziałem w dziedzinie częstotliwości są tak małe, że można uznać je za pomijalne w analizie częstotliwościowej. W drugim przypadku widmo może mieć nośnik zwarty (np. falki Meyera) albo wartości widma można uznać za pomijanie małe, poza pewnym przedziałem częstotliwości. Transformacja falkowa służy więc do analizy sygnałów niestacjonarnych, ponieważ dostarcza informacji o czasowo-częstotliwościowych zmianach sygnałów. Jest alternatywnym narzędziem do krótko-czasowej transformacji Fouriera.

## Definicja
Transformacja falkowa dla sygnałów analogowych (ciągłych) jest przekształceniem całkowym
{\displaystyle {\tilde {s}}_{\Psi }(a,b)={\frac {1}{\sqrt {a}}}\int \limits _{-\infty }^{\infty }s(t)\Psi \left({\frac {t-b}{a}}\right){\textrm {dt}}}
gdzie:
- {\displaystyle a} – parametr skali (przesunięcie w dziedzinie częstotliwości),
- {\displaystyle b} – parametr przesunięcia w dziedzinie czasu t,
- {\displaystyle s(t)} – analizowany sygnał,
- {\displaystyle \Psi \left({\frac {t-b}{a}}\right)} – jądro transformacji falkowej.
- {\displaystyle {\tilde {s}}_{\Psi }(a,b)} – transformata falkowa.

## Parametr skali
Jest to parametr, który decyduje o tym, jaką pseudoczęstotliwość reprezentuje falka. Przyjmuje wartości większe od zera, które są odwrotnie proporcjonalne do pseudoczęstotliwości falki, czyli wraz ze wzrostem współczynnika a pseudoczęstotliwość falki maleje, a przebieg zmian jest wolniejszy. Ilustruje to rysunek poniżej.
Współczynnik występujący przed całką, czyli: {\displaystyle {\frac {1}{\sqrt {a}}}} odpowiedzialny jest za normalizację falki. Na przedstawionym rysunku falka najbardziej "ściśnięta" jest najwyższa, natomiast w momencie gdy falka jest "rozciągana", zmniejsza się jej "wysokość". Proces normalizacji ma na celu utrzymanie stałej energii funkcji falkowej bez względu na skalę.

## Parametr przesunięcia
Parametr ten odpowiada za przesuwanie się funkcji falkowej wzdłuż badanego sygnału. Jak widać poniżej, wraz ze zmianą parametru b, funkcja falki jest przesuwana wzdłuż osi czasu. Należy wspomnieć, że b może przyjmować wartości " >0 " lub " <0 ".

## Wynik przekształcenia
Wynikiem transformacji falkowej są współczynniki, których wartości są zależne od parametrów a i b oraz sygnału badanego s(t). Dla danych wartości a i b współczynnik jest miarą podobieństwa pomiędzy daną falką a wybranym fragmentem sygnału s(t). O ile wygodnie dla nas by było gdyby wartości otrzymane w wyniku analizy falkowej zawierały się w przedziale <0,1> (0 – sygnał krańcowo różny, niepodobny; 1 – sygnały identyczne), to w wyniku ciągłej transformacji falkowej (np. w pakiecie Matlab) otrzymujemy szereg współczynników, które wykraczają poza ten zakres przyjmując wartości np. z zakresu (-4, 4).
Przykład procedury obliczania współczynnika falkowego:
- Falka przy pewnej skali a i parametrze przesunięcia b jest porównywana z sygnałem s(t), w wyniku czego uzyskujemy współczynnik falkowy równy 0,0102

- Następną operacją jest przesunięcie funkcji falkowej o parametr b, w wyniku czego zostanie ona porównana z innym fragmentem sygnału s(t).

- W momencie gdy wszystkie fragmenty sygnału zostaną porównane z daną funkcją falkową przy zadanej skali a, zostaje ona zmieniona (w naszym przypadku skala a została zwiększona). W wyniku czego uzyskujemy inne wartości współczynnika falkowego (tutaj 0,2247).